# Jakub Čunta
Jakub Čunta (28 agosto 1996) è un calciatore slovacco, attaccante del St. Johann.

## Carriera
Cresciuto nel settore giovanile del Senica, ha esordito in prima squadra il 30 maggio 2015 disputando l'incontro di Superliga vinto 3-0 contro il Podbrezová.

## Statistiche

### Presenze e reti nei club
Statistiche aggiornate al 28 giugno 2021.
| Stagione        | Squadra         | Campionato      | Campionato | Campionato | Coppe nazionali | Coppe nazionali | Coppe nazionali | Coppe continentali | Coppe continentali | Coppe continentali | Altre coppe | Altre coppe | Altre coppe | Totale | Totale |
| Stagione        | Squadra         | Comp            | Pres       | Reti       | Comp            | Pres            | Reti            | Comp               | Pres               | Reti               | Comp        | Pres        | Reti        | Pres   | Reti   |
| --------------- | --------------- | --------------- | ---------- | ---------- | --------------- | --------------- | --------------- | ------------------ | ------------------ | ------------------ | ----------- | ----------- | ----------- | ------ | ------ |
| mag. 2015       | Senica          | SL              | 1          | 0          |                 | -               | -               |                    | -                  | -                  |             | -           | -           | 1      | 0      |
| 2015-2016       | Senica          | SL              | 25         | 0          | CS              | 2               | 0               |                    | -                  | -                  |             | -           | -           | 27     | 0      |
| lug. 2016       | Senica          | SL              | 0          | 0          |                 | -               | -               |                    | -                  | -                  |             | -           | -           | 0      | 0      |
| Totale Senica   | Totale Senica   | Totale Senica   | 26         | 0          |                 | 2               | 0               |                    | -                  | -                  |             | -           | -           | 28     | 0      |
| lug. 2016-2017  | KS Cracovia     | EK              | 2          | 0          |                 | -               | -               |                    | -                  | -                  |             | -           | -           | 2      | 0      |
| 2018-2019       | Šamorín         | 2L              | 20         | 4          | CS              | 4               | 0               |                    | -                  | -                  |             | -           | -           | 24     | 4      |
| 2019-2020       | Šamorín         | 2L              | 13         | 5          | CS              | 1               | 0               |                    | -                  | -                  |             | -           | -           | 14     | 5      |
| 2020-2021       | Šamorín         | 2L              | 13         | 4          | CS              | 1               | 1               |                    | -                  | -                  |             | -           | -           | 14     | 5      |
| Totale Šamorín  | Totale Šamorín  | Totale Šamorín  | 46         | 13         |                 | 6               | 1               |                    | -                  | -                  |             | -           | -           | 52     | 14     |
| Totale carriera | Totale carriera | Totale carriera | 74         | 13         |                 | 8               | 1               |                    | -                  | -                  |             | -           | -           | 82     | 14     |